# Équipe de Bulgarie de football à la Coupe du monde 1994
L'équipe de Bulgarie de football participe à sa sixième Coupe du monde lors de l'édition 1994 qui se tient aux États-Unis du 17 juin 1994 au 17 juillet 1994. Les Bulgares réussissent leur meilleur parcours en Coupe du monde puisqu'ils atteignent le dernier carré de l'épreuve, avant de s'incliner face à l'Italie en demi-finale puis face à l'autre révélation du tournoi, la Suède, lors du match pour la troisième place.
À titre individuel, l'attaquant Hristo Stoitchkov termine meilleur buteur de la compétition, avec six réalisations, à égalité avec le Russe Oleg Salenko.
Le milieu de terrain du Hambourg SV Yordan Letchkov sera considéré comme l'une des révélations de ce mondial 1994.

## Phase qualificative
La phase qualificative pour la zone Europe est composée de six groupes. Les deux premiers de chaque groupe se qualifient pour la phase finale, en compagnie de l'Allemagne, qualifiée d'office en tant que tenante du trophée. La Bulgarie a pour principaux rivaux pour la qualification la France et la Suède, qui ont toutes deux pris part à la phase finale de l'Euro 1992.
| Rang | Équipe   | Pts | J  | G | N | P | Bp | Bc | Diff |  | Résultats (▼ dom., ► ext.) |     |     |     |     |     |     |
| ---- | -------- | --- | -- | - | - | - | -- | -- | ---- |  | -------------------------- | --- | --- | --- | --- | --- | --- |
| 1    | Suède    | 15  | 10 | 6 | 3 | 1 | 19 | 8  | +11  |  | Suède                      |     | 2-0 | 1-1 | 1-0 | 3-2 | 5-0 |
| 2    | Bulgarie | 14  | 10 | 6 | 2 | 2 | 19 | 10 | +9   |  | Bulgarie                   | 1-1 |     | 2-0 | 4-1 | 2-0 | 2-2 |
| 3    | France   | 13  | 10 | 6 | 1 | 3 | 17 | 10 | +7   |  | France                     | 2-1 | 1-2 |     | 2-0 | 2-1 | 2-3 |
| 4    | Autriche | 8   | 10 | 3 | 2 | 5 | 15 | 16 | -1   |  | Autriche                   | 1-1 | 3-1 | 0-1 |     | 3-0 | 5-2 |
| 5    | Finlande | 5   | 10 | 2 | 1 | 7 | 9  | 18 | -9   |  | Finlande                   | 0-1 | 0-3 | 0-2 | 3-1 |     | 0-0 |
| 6    | Israël   | 5   | 10 | 1 | 3 | 6 | 10 | 27 | -17  |  | Israël                     | 1-3 | 0-2 | 0-4 | 1-1 | 1-3 |     |

## Matchs de préparation
| 19 janvier 1994 | Mexique        | 1 - 1 | Bulgarie           | Jack Murphy Stadium, San Diego               |                                              |
|                 | Hermosillo 53e |       | 82e (pen.) Balakov | Spectateurs : 56 222 Arbitrage : Hélder Dias | Spectateurs : 56 222 Arbitrage : Hélder Dias |
|                 | Rapport        |       |                    | Spectateurs : 56 222 Arbitrage : Hélder Dias | Spectateurs : 56 222 Arbitrage : Hélder Dias |

| 15 avril 1994 | Oman              | 1 - 1 | Bulgarie   | Mascate                                                   |                                                           |
|               | Nabil Mubarak 69e |       | 83e Yankov | Spectateurs : 2 000 Arbitrage : Ibrahim Khamis Al-Baluchi | Spectateurs : 2 000 Arbitrage : Ibrahim Khamis Al-Baluchi |
|               | Rapport           |       |            | Spectateurs : 2 000 Arbitrage : Ibrahim Khamis Al-Baluchi | Spectateurs : 2 000 Arbitrage : Ibrahim Khamis Al-Baluchi |

| 28 avril 1994 | Koweït                   | 2 - 2 | Bulgarie                      | Koweit City                                           |                                                       |
|               | Edeilem 15e · Nassar 36e |       | 26e Yankov · 32e (csc) Drulim | Spectateurs : 5 000 Arbitrage : Essa Rashed Al-Jassas | Spectateurs : 5 000 Arbitrage : Essa Rashed Al-Jassas |
|               | Rapport                  |       |                               | Spectateurs : 5 000 Arbitrage : Essa Rashed Al-Jassas | Spectateurs : 5 000 Arbitrage : Essa Rashed Al-Jassas |

| 3 juin 1994 | Bulgarie    | 1 - 1 | Ukraine | Stade national Vassil-Levski, Sofia               |                                                   |
|             | Sirakov 18e |       | 55e Sak | Spectateurs : 15 000 Arbitrage : Adrian Porumboiu | Spectateurs : 15 000 Arbitrage : Adrian Porumboiu |
|             | Rapport     |       |         | Spectateurs : 15 000 Arbitrage : Adrian Porumboiu | Spectateurs : 15 000 Arbitrage : Adrian Porumboiu |

## Phase finale

### Premier tour - groupe D
La Bulgarie commence mal dans le groupe D, un premier match contre le Nigéria champion d'Afrique en titre et une défaite sèche encaissée 3-0 et ce malgré une générosité dans le jeu et l'engagement, la sélection de Dimitar Penev a été dépassé dans tous les compartiments du jeu.
Dans le second acte contre la Grèce la sélection bulgare met fin à une série noire de dix-huit matchs sans victoire en phase finale de coupe du monde, durant ses cinq premières participations (1962, 1966, 1970, 1974 et 1986) la Bulgarie n'avait encore jamais gagné un match. En ce dimanche 26 juin 1994 à Chicago, ce sera chose faite, dans un stade rempli d'expatriés grecs vivant aux États-Unis les coéquipiers de Emil Kostadinov ne peuvent compter sur le soutien des tribunes. Mais l'équipe hellénique affiche un niveau de jeu faible, avec notamment une défense friable et instable, concédant deux penalties que les joueurs de Dimitar Penev transformeront tous les deux par Hristo Stoitchkov, avant d'enfoncer le clou avec une jolie action collective conclue par Yordan Letchkov et une dernière réalisation signé Daniel Borimirov.
Pour le troisième et dernier match contre le finaliste de 1990 l'Argentine, la Bulgarie profitera d'un concours de circonstance, en effet, la star argentine de l'époque et ancien ballon d'or Diego Maradona est exclu quelques jours avant de la compétition pour dopage. Une sélection sud-américaine perturbée qui permettra à Hristo Stoitchkov et Nasko Sirakov d'inscrire les deux buts scellant la qualification de leur pays.
| Classement final du groupe D |           |     |   |   |   |   |    |    |      |
|                              | Équipe    | Pts | J | G | N | P | BP | BC | Diff |
| 1                            | Nigeria   | 6   | 3 | 2 | 0 | 1 | 6  | 2  | +4   |
| 2                            | Bulgarie  | 6   | 3 | 2 | 0 | 1 | 6  | 3  | +3   |
| 3                            | Argentine | 6   | 3 | 2 | 0 | 1 | 6  | 3  | +3   |
| 4                            | Grèce     | 0   | 3 | 0 | 0 | 3 | 0  | 10 | -10  |

| 21 juin | Argentine | 4 | 0 | Grèce     |
| 21 juin | Nigeria   | 3 | 0 | Bulgarie  |
| 25 juin | Argentine | 2 | 1 | Nigeria   |
| 26 juin | Bulgarie  | 4 | 0 | Grèce     |
| 30 juin | Bulgarie  | 2 | 0 | Argentine |
| 30 juin | Nigeria   | 2 | 0 | Grèce     |

- La Bulgarie devance l'Argentine grâce à sa victoire dans le match qui les a opposées.

| 21 juin 1994                      | Nigeria                                 | 3 - 0   | Bulgarie | Cotton Bowl, Dallas                              |                                                  |
| 18:35 · Historique des rencontres | Yekini 21e · Amokachi 43e · Amunike 55e | (2 - 0) |          | Spectateurs : 44 132 Arbitrage : Rodrigo Badilla | Spectateurs : 44 132 Arbitrage : Rodrigo Badilla |
| 18:35 · Historique des rencontres | Rapport                                 |         |          | Spectateurs : 44 132 Arbitrage : Rodrigo Badilla | Spectateurs : 44 132 Arbitrage : Rodrigo Badilla |

| 26 juin 1994                      | Grèce   | 0 - 4   | Bulgarie                                                       | Soldier Field, Chicago                       |                                              |
| 11:35 · Historique des rencontres |         | (0 - 1) | Stoitchkov 5e (pen.) 55e (pen.) · Letchkov 65e · Borimirov 90e | Spectateurs : 63 160 Arbitrage : Ali Bujsaim | Spectateurs : 63 160 Arbitrage : Ali Bujsaim |
| 11:35 · Historique des rencontres | Rapport |         |                                                                | Spectateurs : 63 160 Arbitrage : Ali Bujsaim | Spectateurs : 63 160 Arbitrage : Ali Bujsaim |

| 30 juin 1994                      | Argentine | 0 - 2   | Bulgarie                     | Cotton Bowl, Dallas                          |                                              |
| 18:35 · Historique des rencontres |           | (0 - 0) | Stoitchkov 61e · Sirakov 90e | Spectateurs : 63 998 Arbitrage : Neji Jouini | Spectateurs : 63 998 Arbitrage : Neji Jouini |
| 18:35 · Historique des rencontres | Rapport   |         |                              | Spectateurs : 63 998 Arbitrage : Neji Jouini | Spectateurs : 63 998 Arbitrage : Neji Jouini |

### Huitième de finale
Un match entre Bulgares et Mexicains qui commença sur des bases alléchantes car deux buts furent marqués au bout de dix-huit minutes de jeu. Hristo Stoitchkov 7e pour les Européens et Alberto García Aspe 18e sur pénalty pour les sud américains allaient porter la marque à 1-1. Dès lors durant un peu plus de cents minutes, les deux formations semblaient vouloir se neutraliser, et le match devint le plus inintéressant de ces huitièmes de finale. A noter que l'arbitre syrien Jamal Al Sharif commettra des erreurs d'arbitrage, dont le pénalty discutable accordé aux Mexicains est une erreur parmi d'autres.
Sur l'ensemble de la rencontre la sélection bulgare paraitra d'un niveau inférieur comparé à son adversaire du jour, un Mexique trop timide par rapport à son potentiel et loupant sa séance de tirs au but allait faire le bonheur des hommes de Dimitar Penev
| 5 juillet 1994 | Mexique                                     | 1 - 1 a. p.           | Bulgarie                                  | Giants Stadium, East Rutherford                  |                                                  |
| 16:35          | García Aspe 18e (pen.)                      | (1 - 1, 1 - 1, 1 - 1) | Stoitchkov 6e                             | Spectateurs : 71 030 Arbitrage : Jamal Al Sharif | Spectateurs : 71 030 Arbitrage : Jamal Al Sharif |
| 16:35          | Rapport                                     |                       |                                           | Spectateurs : 71 030 Arbitrage : Jamal Al Sharif | Spectateurs : 71 030 Arbitrage : Jamal Al Sharif |
| 16:35          | · García Aspe · Bernal · Rodríguez · Suárez | Tirs au but 1 - 3     | · Balakov · Genčev · Borimirov · Letchkov | Spectateurs : 71 030 Arbitrage : Jamal Al Sharif | Spectateurs : 71 030 Arbitrage : Jamal Al Sharif |

### Quart de finale

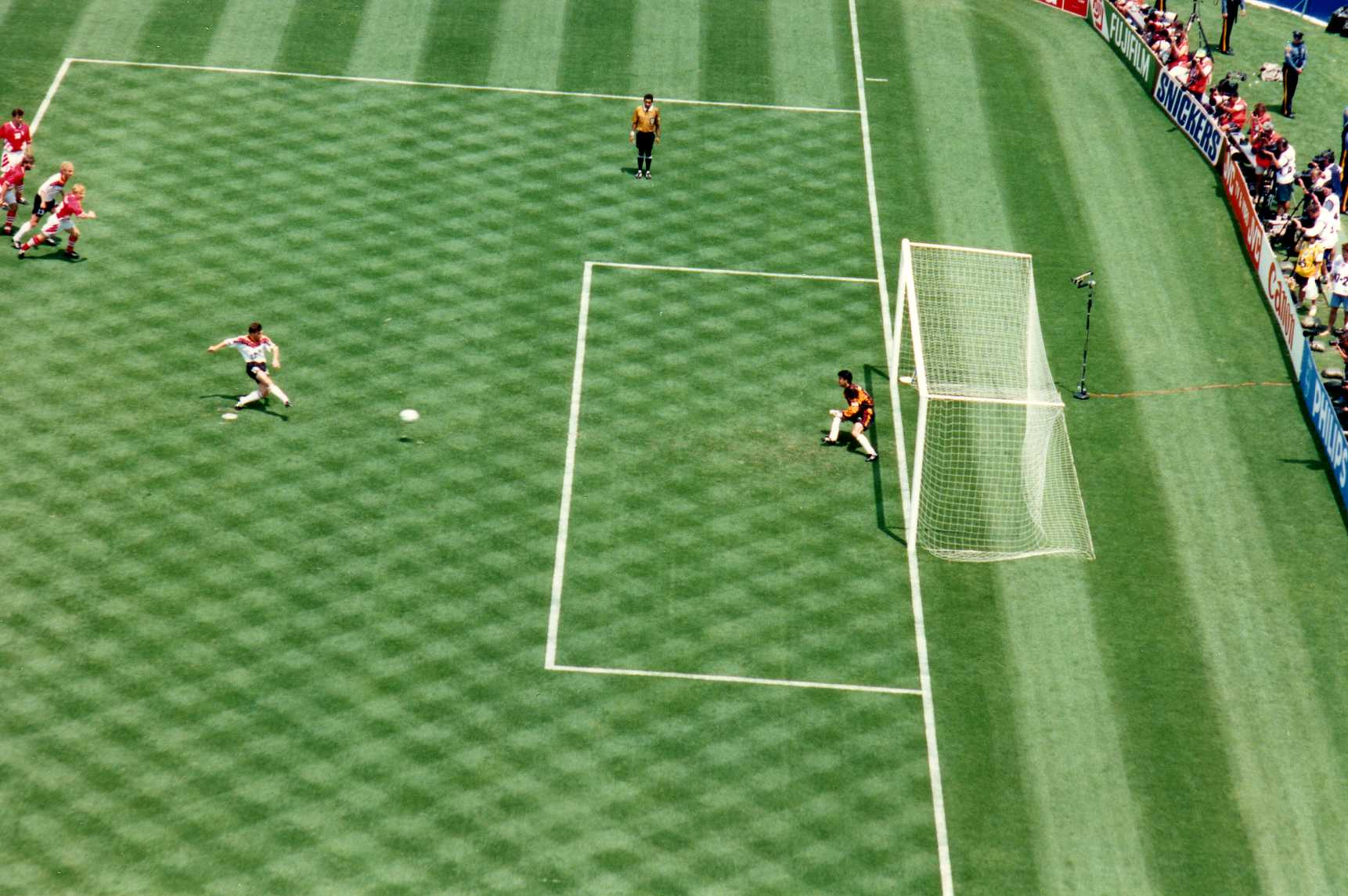
Penalty tiré par Matthäus lors du quart de finale Allemagne-Bulgarie

Au Giants Stadium d'East Rutherford, comme au tour précédent, la Bulgarie retrouve le tenant du titre, l'Allemagne, difficile vainqueur des Belges en huitièmes de finale. Après une première période sans but marqué, la Mannschaft ouvre le score à la 47e minute grâce à un penalty converti par le capitaine Matthäus. Les hommes de Dimitar Penev renversent la situation dans le dernier quart d'heure, grâce au cinquième but de Stoitchkov, imité trois minutes plus tard par Yordan Letchkov. Les Allemands, qui restaient sur trois finales de Coupe du monde consécutives (entre 1982 et 1990) sont éliminés en quarts de finale.
| Titulaires :    |                  |     |
|                 |                  |     |
| 1               | Bodo Illgner     |     |
| 4               | Jürgen Kohler    |     |
| 5               | Thomas Helmer    |     |
| 6               | Guido Buchwald   |     |
| 7               | Andreas Möller   |     |
| 8               | Thomas Hässler   | 82e |
| 10              | Lothar Matthäus  |     |
| 13              | Rudi Völler      |     |
| 14              | Thomas Berthold  |     |
| 17              | Martin Wagner    | 58e |
| 18              | Jürgen Klinsmann |     |
|                 |                  |     |
| Remplaçants :   |                  |     |
| 2               | Thomas Strunz    | 58e |
| 3               | Andreas Brehme   | 82e |
|                 |                  |     |
| Sélectionneur : |                  |     |
| Berti Vogts     |                  |     |

| Titulaires :    |                   |     |
|                 |                   |     |
| 1               | Nikolay Mihaylov  |     |
| 3               | Trifon Ivanov     |     |
| 4               | Tsanko Tsvetanov  |     |
| 5               | Petar Houbtchev   |     |
| 6               | Zlatko Yankov     |     |
| 7               | Emil Kostadinov   | 90e |
| 8               | Hristo Stoitchkov | 84e |
| 9               | Yordan Letchkov   |     |
| 10              | Nasko Sirakov     |     |
| 16              | Ilian Kiriakov    |     |
| 20              | Krasimir Balakov  |     |
|                 |                   |     |
| Remplaçants :   |                   |     |
| 13              | Ivaylo Yordanov   | 84e |
| 14              | Bončo Genčev      | 90e |
|                 |                   |     |
| Sélectionneur : |                   |     |
| Dimitar Penev   |                   |     |

| Titulaires :    |                  |     |
|                 |                  |     |
| 1               | Bodo Illgner     |     |
| 4               | Jürgen Kohler    |     |
| 5               | Thomas Helmer    |     |
| 6               | Guido Buchwald   |     |
| 7               | Andreas Möller   |     |
| 8               | Thomas Hässler   | 82e |
| 10              | Lothar Matthäus  |     |
| 13              | Rudi Völler      |     |
| 14              | Thomas Berthold  |     |
| 17              | Martin Wagner    | 58e |
| 18              | Jürgen Klinsmann |     |
|                 |                  |     |
| Remplaçants :   |                  |     |
| 2               | Thomas Strunz    | 58e |
| 3               | Andreas Brehme   | 82e |
|                 |                  |     |
| Sélectionneur : |                  |     |
| Berti Vogts     |                  |     |

| Titulaires :    |                   |     |
|                 |                   |     |
| 1               | Nikolay Mihaylov  |     |
| 3               | Trifon Ivanov     |     |
| 4               | Tsanko Tsvetanov  |     |
| 5               | Petar Houbtchev   |     |
| 6               | Zlatko Yankov     |     |
| 7               | Emil Kostadinov   | 90e |
| 8               | Hristo Stoitchkov | 84e |
| 9               | Yordan Letchkov   |     |
| 10              | Nasko Sirakov     |     |
| 16              | Ilian Kiriakov    |     |
| 20              | Krasimir Balakov  |     |
|                 |                   |     |
| Remplaçants :   |                   |     |
| 13              | Ivaylo Yordanov   | 84e |
| 14              | Bončo Genčev      | 90e |
|                 |                   |     |
| Sélectionneur : |                   |     |
| Dimitar Penev   |                   |     |

### Demi-finale
| 13 juillet 1994                   | Italie            | 2 - 1   | Bulgarie              | Giants Stadium, East Rutherford               |                                               |
| 16:05 · Historique des rencontres | R. Baggio 20e 25e | (2 - 1) | Stoitchkov 44e (pen.) | Spectateurs : 74 110 Arbitrage : Joël Quiniou | Spectateurs : 74 110 Arbitrage : Joël Quiniou |
| 16:05 · Historique des rencontres | Rapport           |         |                       | Spectateurs : 74 110 Arbitrage : Joël Quiniou | Spectateurs : 74 110 Arbitrage : Joël Quiniou |

### Match pour la troisième place
| 16 juillet 1994                   | Suède                                                 | 4 - 0   | Bulgarie | Rose Bowl, Pasadena                          |                                              |
| 12:35 · Historique des rencontres | Brolin 8e · Mild 30e · Larsson 37e · K. Andersson 40e | (4 - 0) |          | Spectateurs : 91 500 Arbitrage : Ali Bujsaim | Spectateurs : 91 500 Arbitrage : Ali Bujsaim |
| 12:35 · Historique des rencontres | Rapport                                               |         |          | Spectateurs : 91 500 Arbitrage : Ali Bujsaim | Spectateurs : 91 500 Arbitrage : Ali Bujsaim |

## Les joueurs utilisés
| joueurs                                 |    |    |    |     |    |    |    | Total |
| Gardiens de but                         |    |    |    |     |    |    |    |       |
| Borislav Mikhailov (FC Mulhouse D2)     | 90 | 90 | 90 | 120 | 90 | 90 | 46 | 616   |
| Plamen Nikolov (Levski Sofia)           | -  | -  | -  | -   | -  | -  | 44 | 44    |
| Défenseurs                              |    |    |    |     |    |    |    |       |
| Emil Kremenliev (Levski Sofia)          | 90 | 90 | 90 | 49  | -  | -  | -  | 319   |
| Trifon Ivanov (Neuchâtel Xamax)         | 90 | 90 | 90 | -   | 90 | 90 | -  | 450   |
| Petar Houbtchev (Hambourg SV)           | 90 | 90 | 90 | 120 | 90 | 90 | 90 | 660   |
| Tsanko Tsvetanov (Levski Sofia)         | 90 | 77 | 90 | -   | 90 | 90 | 90 | 527   |
| Ilian Kiriakov (CP Mérida D2)           | -  | 13 | 17 | 120 | 90 | 90 | 90 | 420   |
| Milieux                                 |    |    |    |     |    |    |    |       |
| Zlatko Yankov (Levski Sofia)            | 90 | 90 | 90 | -   | 90 | 90 | 90 | 540   |
| Yordan Letchkov (Hambourg SV)           | 58 | 90 | 75 | 120 | 90 | 90 | 90 | 613   |
| Daniel Borimirov (Levski Sofia)         | 72 | 8  | 15 | 120 | -  | -  | -  | 215   |
| Krasimir Balakov (Sporting Portugal)    | 90 | 90 | 90 | 120 | 90 | 90 | 90 | 660   |
| Petar Mihtarski (PFC Pirin Blagoevgrad) | -  | -  | -  | 2   | -  | -  | -  | 2     |
| Bončo Genčev (Ipswich Town)             | -  | -  | -  | 17  | 1  | 11 | -  | 29    |
| Attaquants                              |    |    |    |     |    |    |    |       |
| Emil Kostadinov (FC Porto)              | 90 | 82 | 73 | 118 | 89 | 72 | 90 | 614   |
| Hristo Stoitchkov (FC Barcelone)        | 90 | 90 | 90 | 120 | 84 | 79 | 90 | 643   |
| Nasko Sirakov (Levski Sofia)            | 32 | 90 | 90 | 103 | 90 | 90 | 46 | 541   |
| Ivaylo Yordanov (Sporting Portugal)     | 18 | -  | -  | 120 | 6  | 18 | 44 | 206   |
| joueurs                                 |    |    |    |     |    |    |    | Total |

## Navigation